# Штраух, Александр Александрович
Александр Александрович Штраух (нем. Strauch) (1 марта 1832, Санкт-Петербург — 14 августа 1893, Висбаден, Германия) — российский зоолог, ординарный академик Санкт-Петербургской АН (1879 г.), адъюнкт (1867 г.), экстраординарный академик (1870 г.), действительный статский советник (1881 г.)

## Биография
Родился в С.-Петербурге: отец - Александр Карлович Штраух, аптекарь, мать - Шарлотта Егоровна, урожденная Цулауф. В 1841 году Ш. поступил в известную немецкую школу Петришуле и окончил полный её курс в 1849 году. В 1850 поступил на медицинский факультет Дерптского университета, увлекся зоологией, после защиты диссертации по зоологии удостоен степени доктора медицины (1859). В 1859 перешел из прусского подданства в российское. Командирован за границу, посетил зоологические музеи Германии, Австрии и Франции, совершил девятимесячное путешествие по Алжиру для сбора зоологического материала (коллекцию передал в Зоологический музей Петербургской АН).

## Научная деятельность
В 1879—1890 — директор Зоологического музея (пользуясь доверием Ф. Ф. Брандта, фактически управлял Зоологическим музеем и ранее), одновременно с 1879 состоял библиотекарем 2-го отделения библиотеки АН.
Штраух создал первую в России герпетологическую коллекцию, которая и в настоящее время является самой крупной в России. Автор более 30 работ, посвященых главным образом пресмыкающимся и земноводным. Автор описания 25 современных видов пресмыкающихся. В честь Штрауха названы свыше 10 пресмыкающихся, среди них ящурка Штрауха, обитающая в Средней Азии и на Кавказе. Выступил инициатором переноса Зоологического музея на стрелку Васильевского острова. Музей перенесен на новое место уже после его смерти, в 1896 году. Член Московского общества испытателей природы, Общества естествоиспытателей при С.-Петербургском университете, почетный член Общества любителей естествознания в Берлине. Состоял членом-корреспондентом Лондонского зоологического общества (с 1870 года и почетным членом с 1879 года), Общества естествоиспытателей в Риге (1871), Зенкенбергского общества естествоиспытателей во Франкфурте-на-Майне (1878).

## Награды
Награждён орденами Св. Владимира  3-й степени (1883), Св. Станислава  1-й степени (1887), Св. Анны  1-й степени (1891).

## Семья
Штраух был дважды женат. От брака с Антониной Ивановной, урожденной Клейненберг, имел сына Августа (8 августа 1862 - ?). От брака с Маврой Михайловной, урожденной Твардовской, по вероисповеданию православной, имел сыновей Маврикия (3 января 1874 - ?) и Александра (20 января 1876 - ?), а также дочь Елизавету (31 июля 1880 - ?). Похоронен на Волковском лютеранском кладбище.

## Научные труды
- Соч.: О ядовитых змеях, водящихся в России // Труды I съезда Русских естествоиспытателей. СПБ, 1868;
- Описание пресмыкающихся и земноводных, собранных экспедицией подполковника Пржевальского // Пржевальский Н.М. Монголия и страна Таигутов. Трехлетнее путешествие в восточной нагорной Азии. СПБ, 1876. Т. 2;
- Зоологический музей Императорской Академии наук: Пятидесятилетие существования. СПБ, 1889.